# Izbori na Nizozemskim Antilima
Izbori na Nizozemskim Antilima daju informacije o izborima i izbornim rezultatima za Staleže bivših Nizozemskih Antila.
Nizozemski Antili su prije raspuštanja bili višestranački sustav, s brojnim strankama koje su oblikovale koalicijske vlade nakon izbora. Parlament Nizozemskih Antila, Staleži Nizozemskih Antila (Staten van de Nederlandse Antillen) imao je 22 člana izabranih na četiri godine u pet izbornih jedinica (svojim zadnjim godinama) koje su tvorili otočni teritoriji.
| Otočni teritorij                                                 | Mjesta 1948. – 1950. | Mjesta 1950. – 1977. | Mjesta 1977. – 1983. | Mjesta 1983. – 1986. | Mjesta 1986. – 2010. |
| ---------------------------------------------------------------- | -------------------- | -------------------- | -------------------- | -------------------- | -------------------- |
| Aruba                                                            | 6                    | 8                    | 8                    | 8                    | -                    |
| Bonaire                                                          | 2                    | 1                    | 1                    | 1                    | 3                    |
| Curaçao                                                          | 8                    | 12                   | 12                   | 12                   | 14                   |
| Nizozemski Zavjetrinski otoci (Saba, Sv. Eustazije i Sv. Martin) | 2                    | 1                    | 1                    | -                    | -                    |
| Saba                                                             | -                    | -                    | 1                    | 1                    | 1                    |
| Sveti Eustazije                                                  | -                    | -                    | 1                    | 1                    | 1                    |
| Sveti Martin                                                     | -                    | -                    | -                    | 1                    | 3                    |
| Uk.                                                              | 18                   | 22                   | 221                  | 24                   | 22                   |

1Godine 1977. Sabi i Sv. Eustaziju dopušteno je poslati dva neglasujuća zastupnika u Staleže zbog izborne težine Sv. Martina u izboru za glasujućeg zastupnika Nizozemskih Zavjetrinskih otoka za Staleže (ovaj zastupnik nastavio je zastupati Sabu, Sv. Eustazija i Sv. Martin sve do razdiobe teritorija 1983. godine)